# Geliebte Corinna
Geliebte Corinna ist ein deutsches Filmmelodram von Eduard von Borsody aus dem Jahr 1956.

## Handlung
Die junge Corinna Stephan arbeitet als Assistentin am Hamburger Tropeninstitut. Sie ist Vollwaise, hat keine Geschwister und lebt allein. Zwar hat sie Verehrer, doch war der Richtige noch nicht dabei. Aus Mitleid nimmt sie die Einladung des Theaterschauspielers Klaus Brockmann an, der sie am Wochenende zum Motorbootfahren einlädt. Klaus ist depressiv, steigert sich stets zu sehr in seine Rollen hinein und hat aufgrund seiner radikalen Einstellung große Probleme am Theater. Er liebt Corinna und leidet darunter, dass sie seine Liebe nicht erwidert. Als sie bei ihrem Ausflug ein Picknick veranstaltet, kann er sich nicht beherrschen und fällt über sie her. Der deutlich ältere Peter Mansfeld eilt Corinna zu Hilfe. Klaus geht und Peter und Corinna verbringen den Tag zusammen. Er lebt seit 15 Jahren bei Kuala Lumpur und lässt sich von ihr Hamburg zeigen. Beide gehen essen und später nach St. Pauli, wo sie in einer Kneipe von Käpt’n Biene für den Abend „getraut“ werden. Obwohl sie sich erst kurze Zeit kennen und Peter in drei Tagen in seine Heimat zurückreist, entwickelt sich zwischen ihnen schnell eine große Vertrautheit. Er bringt sie am Abend zurück in ihre Wohnung, als Corinna in einem Zimmer Licht brennen sieht. Peter stellt in ihrer Wohnung Klaus, der auf ihn schießt. Tatsächlich plante Klaus, beide aus Eifersucht umzubringen und sich anschließend selbst zu töten. Corinna lässt Klaus gehen und verarztet Peter, der angeschossen wurde. Am Ende verbringt Peter bei Corinna die Nacht. Beide gestehen sich ihre Liebe und schmieden bereits Hochzeitspläne. Peter deutet an, dass er vorher in seiner Heimat noch Dinge klären will. Er will ihr alles am nächsten Tag im Hotel Esplanade erklären.
Am nächsten Morgen ist Peter gegangen, hat aber eine Erinnerung an ihren Treff 11 Uhr im Hotel hinterlassen. Peter erhält jedoch ein Telegramm, das ihn zurück nach Kuala Lumpur ruft, da sein Sohn Georg verunglückt sei. Um das nächste Flugzeug zu erreichen, muss er 11 Uhr das Hotel verlassen. Zwar wartet er noch etwas länger, doch verspätet sich Corinna, sodass sich beide verpassen. Auch ein Anruf vom Flughafen im Hotel kommt nicht zustande. Corinna wartet die nächsten Monate vergeblich auf ein Zeichen von Peter, doch bleiben ihre Briefe an ihn unbeantwortet. Klaus ist unterdessen immer depressiver geworden, er hat eine Hauptrolle am Theater verloren, weil er sich mit dem Regisseur überworfen hat, und erkennt, dass Corinna ihn nie lieben wird. Er erschießt sich in ihrer Wohnung. Corinna erhält in der Folgezeit Drohanrufe und entschließt sich, eine Stelle im Ausland anzunehmen. Um Peter aufsuchen zu können, entscheidet sie sich für eine Assistentenstelle bei Dr. Suter unweit von Peters Farm. Auf der Hinreise erfährt sie von Dr. Suter, dass Peter verheiratet ist, vor einiger Zeit seinen Sohn verloren hat und seine Frau schlecht behandelt. Sie ist ernüchtert.
In Dr. Suters Krankenstation wird sie von dessen Mutter freundlich aufgenommen. Frau Suter sieht in ihr sofort die künftige Schwiegertochter und ist über die Assistentin froh, herrscht vor Ort doch gerade eine Typhus-Epidemie. Corinna trifft auf Peter, der sie jedoch schroff behandelt. Etwas später sieht sie im europäischen Club Peters Ehefrau Dagmar, die von Peter jedoch nach kurzer Zeit unsanft aus dem Club gebracht wird. Dr. Suters Andeutungen scheinen zu stimmen. Wenig später sucht Dagmar Corinna auf und macht ihr deutlich, dass sie nur eine von vielen Affären ihres Mannes sei und er ihr natürlich jedes Detail der Beziehung berichtet habe. Kurze Zeit später sieht man Dagmar betrunken auf ihrer Farm. Sie behandelt die Angestellten schlecht und schlägt sie wegen Kleinigkeiten. Über Vermittlung von Peters Freund Tan Chin sprechen sich Corinna und Peter aus. Sie erkennen, dass Dagmar alle Briefe Corinnas an Peter abgefangen hat und auch die Briefe Peters an Corinna einbehielt. Zudem fälschte sie ein Telegramm an Peter, in dem sie sich als Corinna von ihm trennte. Corinna beschließt nun, für ihre Liebe zu kämpfen. Peter will sich von Dagmar scheiden lassen, doch ginge das nur, wenn er ihre Taten nachweisen könnte. Tan Chin gelingt es, Dagmars Hausjungen Suka in Trance zu versetzen und von ihm das Geständnis zu erhalten, dass er für Dagmar die Briefe Corinnas abfing. Tan Chin hat zudem die abgefangenen Briefe stehlen können. Als Dagmar erkennt, dass die Briefe verschwunden sind, lässt sie aus Rache ihr Hausmädchen Tanah verhaften, weil sie angeblich Ohrringe gestohlen hat. Tanah nimmt sich in der Haft das Leben. Ihr Geliebter Longo, Hausjunge von Peter, verschwindet von der Farm. Tan Chin rät Dagmar, sich scheiden zu lassen und ins Ausland zu fliehen, um der Rache Longos zu entgehen, doch weigert sie sich. Von Dr. Suter erfährt Peter unterdessen, dass Dagmar nicht alkohol-, sondern geisteskrank sei. Zwar könnte sich Peter so von Dagmar scheiden lassen, weigert sich nun aber, seine kranke Frau im Stich zu lassen. Er bittet stattdessen den in Corinna verliebten Dr. Suter, Corinna ein guter Freund zu werden. Longo wiederum kehrt auf die Farm zurück. Vollkommen irr tötet er Dagmar und weitere Angestellte der Farm, bis er von Tan Chin erschossen wird. Einige Zeit später hat Peter seine Farm und weitere Besitztümer verkauft. Er wird Corinna heiraten. Beide brechen zusammen per Schiff nach Jakarta auf, wo sie sich niederlassen und dem Reisanbau widmen wollen.

## Produktion
Geliebte Corinna beruht auf dem Roman Geliebte Corinna von Robert Pilchowski, der in der Illustrierten Constanze erschienen war. Die Kostüme schuf Trude Ulrich, die Filmbauten stammen von Gabriel Pellon und Max Arthur Bienek. 
Der Arbeitsausschuss der FSK gab den Film im Dezember 1956 ohne Schnitte ab 16 Jahren frei. Der Sonderausschuss, der allein aus Vertretern der Landesjugendbehörden bestand, stufte ihn hingegen auf 18 Jahre hoch.  Daraufhin rief die Verleihfirma den Hauptausschuss an. Hier einigte man sich darauf, dass der Film ab 16 freigegeben werden könne, wenn eine Szene entfernt werde, in der sich Corinna bereits nach wenigen Stunden einem verheirateten Mann hingibt.
Der Film erlebte am 21. Dezember 1956 in Deggendorf seine Kinopremiere. Am 12. Januar 1965 lief der Film erstmals in der ARD im deutschen Fernsehen und wurde 2006 auf DVD veröffentlicht.

## Kritik
„Verlogene Kolportage nach einem Illustrierten-Roman“, befand der film-dienst.